# Goalpara
Goalpara (asamski গোৱালপাৰা) – miasto w północno-wschodnich Indiach, nad rzeką Brahmaputrą, w stanie Asam. Miasto jest stolicą dystryktu o tej samej nazwie. W 2001 r. miasto to zamieszkiwało 48 911 mieszkańców.

## Geografia
Goalpara jest położona nad brzegiem rzeki Brahmaputra na średniej wysokości 35 metrów.

## Demografia
Według spisu z 2001 roku Goalparę zamieszkuje 48 911 mieszkańców. Mężczyźni stanowią 52% całej populacji, a kobiety 48%. Goalpara posiada przeciętny wskaźnik alfabetyzacji na poziomie 69% (czyli umiejętności czytania i pisania), co jest wyższą wartością od indyjskiej przeciętnej wynoszącej 59.5%: z czego 73% są to mężczyźni, a kobiety 64%. 12% populacji stanowiły dzieci poniżej 6. roku życia.